# Mamerthes
Mamerthes là một chi bướm đêm thuộc họ Erebidae.